# Arbeitslied
Ein Arbeitslied ist ein gesungenes Gruppenlied während der körperlichen Arbeit. Oftmals wechseln sich der Chor und ein Vorsänger ab. Arbeitslieder sollen den Arbeitsablauf synchronisieren und anstrengende, monotone Arbeit erleichtern. Sie sind deshalb oft dem Rhythmus einer Bewegung während des Arbeitens angepasst.
Bahnbrechend für die Arbeitssoziologie war hier die vielfach aufgelegte Studie Arbeit und Rhythmus von Karl Bücher von 1904, die auch sehr reich an Beispielen für unterschiedliche Arbeiten bis zurück in die Antike ist (Mahlen, Treideln, Segel setzen u. a. m.).
Die besondere soziale Struktur der Sklaverei brachte in den Vereinigten Staaten eigene Gattungen von Arbeitsliedern (Worksongs) hervor, die stark, z. B. über Jazz und Blues, die Musik des 20. Jahrhunderts beeinflussten.

## Geschichte
Bereits in dem eddischen Gedicht Gróttasöngr, das von der Arbeit in einer magischen Mühle handelt, ist ein Arbeitslied enthalten.

## Bekannte Beispiele
Zwei bekannte deutsche Arbeitslieder mit seemännischen Bezug (sogenannte "Shanties") sind Ick heff mol den Hamborger Veermaster sehn und De Runner von Hamburg. International ist der jamaikanische Banana Boat Song – „Come Mr. Tallyman, Tally Me Banana...“ durch Harry Belafonte berühmt geworden.